# Robert Jan Doorn
Robert Jan Doorn (Arnhem, 1946) is een Nederlandse zakenman en libertariër, die als een omstreden persoon en als een van de beruchtste witwassers ter wereld wordt beschouwd.

## Jeugd en vroege carrière
Doorn werd in een arm gezin geboren en volgde de meao, waarbij hij ondertussen zijn inmiddels gescheiden moeder hielp in een klein goudwinkeltje. Toen hij 28 werd richtte hij zijn eerste bedrijf Doorn & Partners op, dat zich toelegde op advisering met betrekking tot belastingen en boekhoudkundige zaken. Hij werd daarop steeds ambitieuzer en wilde meer.

## De Phoenix Foundation en het libertarisme
In 1972 werd door de Amerikaanse onroerend-goed handelaar Michael Oliver de Phoenix Foundation opgezet, doelstelling was het vestigen van een libertarisch economisch en politiek paradijs op aarde, gekenmerkt door de afwezigheid van elke vorm van overheid. In 1972 probeerde de foundation de Minervariffen bij Tonga te bezetten; een grote lading zand werd gedumpt op het rif zodat het boven water kwam, een platform werd geconstrueerd en er werd een vlag geplaatst, waarop het belastingparadijs Republiek Minerva werd uitgeroepen. Het rif was tot dan toe nooit geclaimd, maar de koning van Tonga nam dit echter niet en kwam persoonlijk naar het rif om het op te eisen voor zijn land. Deze claim werd later bevestigd door het Pacific Islands Forum in september 1972. Doorn kwam in contact met de makelaar Maup Caransa en de Amerikaanse internationale goudhandelaar Harry Schultz, die later een grote invloed op Doorn zou hebben met zijn ideeën over het libertarisme.
Daarna probeerde men een grote hoeveelheid wapens naar Abaco, een eilandje bij de Bahama's te brengen, de Amerikaanse overheid wist dat te voorkomen. Als gevolg van deze affaire werd de Phoenix Foundation in 1977 overgeplaatst naar Nederland en omgezet in een Nederlandse stichting, Robert Jan Doorn werd voorzitter. In die tijd verdiende Doorn zijn eerste miljoenen. In 1976 had Doorn in Nederland al de Libertarische beweging opgezet; Doorn werd secretaris en was tot 1980 redacteur van het blad Vrijbrief.

## Activiteiten in de jaren tachtig en tachtig
Later duikt zijn naam op in verband met fraudeaffaires van ongekende omvang, zoals een monopolyspel rond een van de grootste onroerendgoedportefeuilles van Nederland (Baslandes), zwartgeldrekeningen van de Amerikaanse maffia in Zwitserland (de zogenoemde Kettler-affaire), de verbeten jacht op een verborgen nazischat nabij Praag en enorme aandelenzwendels in de Canada en Engeland. Begin jaren negentig is Doorn de spil in het gevecht om de macht bij het beursgenoteerde vastgoedfonds VHS, dat als gevolg daarvan onder curatele van De Nederlandsche Bank komt te staan. Dan ook duikt zijn naam op bij het IRT-onderzoek naar de Octopus bende, die geld in vastgoed en beursfondsen zou hebben geïnvesteerd. Een informant van het rechercheteam bracht hem onder meer in verband met de nooit opgehelderde vergiftiging van een vastgoedhandelaar. In 1989 wordt Doorn in 's-Graveland gearresteerd en na juridisch getouwtrek uitgeleverd aan Zwitserland voor deelname aan een aandelenschandaal, maar de Zwitserse rechter laat hem met een boete gaan.
In de jaren negentig raakt Doorn betrokken bij de bouw van een zeppelin in Lelystad. Aan dat project werken ook Stork en Joep van den Nieuwenhuyzen mee. De financiering komt echter voortdurend onder druk te staan door de reputatie van Doorn bij banken. In 2001 gaat Rigid Airship Design failliet.

## Vervolging en invloed
De ‘Sluwe Vos van ’s-Graveland’, zoals Doorn in diverse publicaties wordt genoemd omdat hij als een kasteelheer op een groot landgoed woonde, wist strafvervolging steeds te ontlopen. Justitie maakte weliswaar jarenlang jacht op hem, maar ging pas najaar 2006 daadwerkelijk tot strafvervolging over, na een miljoenenzwendel met vervalste huurcontracten.
In het boek De nieuwe elite van Nederland uit 2003 werd een rangschikking gemaakt van Nederlandse multimiljonairs die meer dan drie zakelijke relaties met elkaar hebben, waarin Doorn op de zevende plaats wordt geplaatst. Hij wordt beschreven als een duistere 'spin', van alle markten thuis met uitzondering van media en politiek.